# هارالد هاوبتمان
هارالد هاوبتمان (بالألمانية: Harald Hauptmann) هو عالم آثار ألماني وأستاذ في التاريخ القديم ولد سنة 1936 في راتكاو.
حصل على درجة الدكتوراه من جامعة هايدلبرغ . عمل كأستاذ ورئيس لقسم الآثار شعبة التاريخ القديم وما قبل التاريخ بجامعة هايدلبرغ، كما عمل كمدير لمعهد الآثار الألماني بإسطنبول. منذ عام 1989 عمل كمدير لوحدة أبحاث تدوين كتابات ونقوش الصخور بمنطقة قراقرم بغرب الهيمالايا بباكستان الذي يتبع أكاديمية هايدلبرغ للعلوم.
قام هارالد هاوبتمان بأعمال حفريات عديدة في تركيا واليونان وباكستان. وهو كذلك كاتب لعديد من الكتب عن الآثار في تركيا واليونان ومنطقة البلقان وباكستان والشرق الأوسط. وهو عضو في أكاديمية العلوم والفنون الصربية. كما حصل على العديد من الأوسمة والجوائز التقديرية.

## وصلات خارجية
- Kurzbiographie (بالإنجليزية)
- Adressdaten beim Deutschen Archäologischen Institut